# Brescia Calcio 1996-1997
Questa voce raccoglie le informazioni riguardanti il Brescia Calcio nelle competizioni ufficiali della stagione 1996-1997.

## Stagione
Nella stagione 1996-1997 il Brescia, guidato da Edy Reja in panchina, ha vinto per la terza volta nella sua storia il campionato di Serie B. Tra la seconda e l'undicesima giornata, la squadra ha raccolto dieci risultati utili consecutivi (5 vittorie e 5 pareggi), collocandosi da subito nelle zone alte della classifica.
Il girone d'andata si è chiuso con il Brescia in terza posizione con 31 punti, a pari merito del Pescara, dietro al Lecce primo con 38 punti e al Torino secondo con 34 punti.
Alla ventiquattresima giornata, dopo la vittoria (1-3) sul campo del Cesena, la squadra ha raggiunto il primo posto in classifica, che ha mantenuto fino alla fine del campionato. Il Brescia vince il torneo con 66 punti, frutto di 18 vittorie, 12 pareggi ed 8 sconfitte.
In Coppa Italia, la squadra è stata eliminata alla prima uscita (primo turno) dalla Lucchese, che ha ottenuto dal Giudice Sportivo la vittoria a tavolino (0-2). Sul campo la partita è stata sospesa al minuto 83' dall'arbitro Francesco Ercolino sull'1-1 per un guasto all'impianto di illuminazione.
Il miglior marcatore della stagione delle rondinelle è stato Maurizio Neri, realizzatore di 12 reti. In doppia cifra con 10 centri anche Girolamo Bizzarri.

## Divise e sponsor
Lo sponsor tecnico per la stagione 1996-1997 è ABM, mentre lo sponsor ufficiale è Brescia Lat.

## Rosa

Il neoacquisto Alessandro Romano, 30 presenze stagionali in Serie B.

| N. |                     | Ruolo | Calciatore           |
| -- | ------------------- | ----- | -------------------- |
| 1  | Italia (bandiera)   | P     | Giacomo Zunico       |
| 2  | Italia (bandiera)   | D     | Giandomenico Costi   |
| 3  | Italia (bandiera)   | D     | Rosario Pergolizzi   |
| 4  | Italia (bandiera)   | C     | Luciano De Paola     |
| 5  | Italia (bandiera)   | D     | Daniele Adani        |
| 6  | Germania (bandiera) | D     | Manfred Binz         |
| 7  | Italia (bandiera)   | A     | Maurizio Neri        |
| 8  | Italia (bandiera)   | C     | Alessandro Romano    |
| 9  | Italia (bandiera)   | A     | Marcello Campolonghi |
| 10 | Italia (bandiera)   | C     | Cristiano Doni       |
| 11 | Italia (bandiera)   | A     | Antonio Bernardi     |
| 12 | Italia (bandiera)   | P     | Nicola Pavarini      |
| 15 | Italia (bandiera)   | A     | Antonio Criniti      |
| 16 | Italia (bandiera)   | C     | Dario Dossi          |

| N. |                    | Ruolo | Calciatore           |
| -- | ------------------ | ----- | -------------------- |
| 17 | Italia (bandiera)  | C     | Emanuele Filippini   |
| 18 | Italia (bandiera)  | C     | Antonio Filippini    |
| 20 | Italia (bandiera)  | C     | Marco Barollo        |
| 21 | Italia (bandiera)  | C     | Andrea Pirlo         |
| 22 | Italia (bandiera)  | P     | Matteo Rigamonti     |
| 26 | Italia (bandiera)  | D     | Massimiliano Corrado |
| 27 | Italia (bandiera)  | A     | Emiliano Bonazzoli   |
| 29 | Italia (bandiera)  | D     | Aimo Diana           |
| 30 | Italia (bandiera)  | A     | Girolamo Bizzarri    |
| 31 | Croazia (bandiera) | A     | Miljenko Kovačić     |
| 33 | Italia (bandiera)  | C     | Stefano Bono         |
| 35 | Italia (bandiera)  | D     | Luca Luzardi         |
|    | Italia (bandiera)  | D     | Alberto Savino       |

## Risultati

### Serie B

#### Girone di andata
| Arbitro: | Pellegrino (Barcellona Pozzo di Gotto) |

|                   |           |  |
| Guerrero 39’, 44’ | Marcatori |  |

| Arbitro: | Serena (Bassano del Grappa) |

|         |           |             |
| Doni 5’ | Marcatori | 34’ Saurini |

| Arbitro: | Sirotti (Forlì) |

|                    |           |  |
| Criniti 47’ (rig.) | Marcatori |  |

| Arbitro: | Ceccarini (Livorno) |

|             |           |          |
| Zanutta 20’ | Marcatori | 37’ Doni |

| Arbitro: | Dagnello (Trieste) |

|         |           |            |
| Binz 9’ | Marcatori | 11’ Hubner |

| Arbitro: | Treossi (Forlì) |

|             |           |          |
| Marulla 58’ | Marcatori | 45’ Neri |

| Brescia 20 ottobre 1996 7ª giornata | Brescia            | 0 – 0 referto | Torino | Stadio Mario Rigamonti (9 568 spett.)\| Arbitro: \| Stafoggia (Pesaro) \| |
| Arbitro:                            | Stafoggia (Pesaro) |               |        |                                                                           |

| Arbitro: | De Santis (Tivoli) |

|  |           |                    |
|  | Marcatori | 38’ (aut.) Zamboni |

| Arbitro: | Beschin (Legnago) |

|                                          |           |               |
| Bizzarri 3’ E. Filippini 11’ Corrado 66’ | Marcatori | 16’ Mirabelli |

| Arbitro: | Rossi (Ciampino) |

|  |           |                                  |
|  | Marcatori | 71’ Corrado 86’ (rig.), 90’ Neri |

| Arbitro: | Tombolini (Ancona) |

|                           |           |                 |
| Bizzarri 9’, 39’ Neri 83’ | Marcatori | 36’ Lantignotti |

| Arbitro: | Nicchi (Arezzo) |

|                         |           |          |
| Luppi 62’ Buonocore 73’ | Marcatori | 56’ Doni |

| Arbitro: | Farina (Novi Ligure) |

|                          |           |  |
| Bizzarri 16’ Criniti 48’ | Marcatori |  |

| Arbitro: | Collina (Viareggio) |

|                                              |           |  |
| Goossens 11’, 17’ Nappi 41’ Adani 43’ (aut.) | Marcatori |  |

| Lecce 22 dicembre 1996 15ª giornata | Lecce           | 0 – 0 referto | Brescia | Stadio Via del Mare (13 982 spett.)\| Arbitro: \| Cesari (Genova) \| |
| Arbitro:                            | Cesari (Genova) |               |         |                                                                      |

| Brescia 5 gennaio 1997 16ª giornata | Brescia            | 0 – 0 referto | Empoli | Stadio Mario Rigamonti (5 515 spett.)\| Arbitro: \| Ercolino (Cassino) \| |
| Arbitro:                            | Ercolino (Cassino) |               |        |                                                                           |

| Arbitro: | Stafoggia (Pesaro) |

|             |           |                          |
| Tedesco 72’ | Marcatori | 24’ Campolonghi 33’ Doni |

| Arbitro: | Pin (Conegliano) |

|                 |           |  |
| Campolonghi 70’ | Marcatori |  |

| Arbitro: | Tombolini (Ancona) |

|                                         |           |  |
| C. Bellucci 22’, 75’ Polesel 88’ (rig.) | Marcatori |  |

#### Girone di ritorno
| Arbitro: | Rossi (Ciampino) |

|                      |           |  |
| Neri 18’, 90’ (rig.) | Marcatori |  |

| Arbitro: | Bettin (Padova) |

|                                          |           |                           |
| Vasari 6’ (rig.) Ferrara 20’ Tedesco 54’ | Marcatori | 87’ (rig.) Neri 90’ Pirlo |

| Arbitro: | Farina (Novi Ligure) |

|  |           |                                                 |
|  | Marcatori | 58’ Pergolizzi 79’ (aut.) Innocenti 89’ Kovacic |

| Arbitro: | Bolognino (Milano) |

|                    |           |  |
| Neri 19’ Adani 40’ | Marcatori |  |

| Arbitro: | Rodomonti (Teramo) |

|               |           |                               |
| Chiaretti 82’ | Marcatori | 7’ Doni 14’ Neri 84’ Bizzarri |

| Arbitro: | Piretti (Ravenna) |

|                   |           |  |
| Doni 42’ Binz 55’ | Marcatori |  |

| Arbitro: | Nicchi (Arezzo) |

|  |           |                       |
|  | Marcatori | 29’ Doni 56’ Bizzarri |

| Brescia 29 marzo 1997 27ª giornata | Brescia            | 0 – 0 referto | Chievo | Stadio Mario Rigamonti (11 825 spett.)\| Arbitro: \| Preschern (Mestre) \| |
| Arbitro:                           | Preschern (Mestre) |               |        |                                                                            |

| Arbitro: | Boggi (Salerno) |

|  |           |              |
|  | Marcatori | 50’ Bizzarri |

| Arbitro: | Racalbuto (Gallarate) |

|                                  |           |            |
| Campolonghi 61’, 80’ Kovacic 90’ | Marcatori | 49’ Bonomi |

| Arbitro: | Borriello (Mantova) |

|                          |           |  |
| Sotgia 45’ Lucarelli 66’ | Marcatori |  |

| Brescia 27 aprile 1997 31ª giornata | Brescia            | 0 – 0 referto | Ravenna | Stadio Mario Rigamonti (3 985 spett.)\| Arbitro: \| Ercolino (Cassino) \| |
| Arbitro:                            | Ercolino (Cassino) |               |         |                                                                           |

| Arbitro: | Treossi (Forlì) |

|                                                  |           |              |
| Luzardi 2’ (aut.) Masinga 17’, 87’ Artistico 28’ | Marcatori | 47’ Bizzarri |

| Arbitro: | De Santis (Tivoli) |

|                     |           |                                |
| Bizzarri 62’ (rig.) | Marcatori | 22’ Pisano 72’ (rig.) Masolini |

| Brescia 15 maggio 1997 34ª giornata | Brescia         | 0 – 0 referto | Lecce | Stadio Mario Rigamonti (12 072 spett.)\| Arbitro: \| Bettin (Padova) \| |
| Arbitro:                            | Bettin (Padova) |               |       |                                                                         |

| Empoli 18 maggio 1997 35ª giornata | Empoli          | 0 – 0 referto | Brescia | Stadio Carlo Castellani (8 921 spett.)\| Arbitro: \| Cesari (Genova) \| |
| Arbitro:                           | Cesari (Genova) |               |         |                                                                         |

| Arbitro: | Lana (Torino) |

|                              |           |              |
| Neri 47’ (rig.) Bizzarri 64’ | Marcatori | 50’ Chianese |

| Arbitro: | Rodomonti (Teramo) |

|                    |           |                 |
| Dionigi 18’ (rig.) | Marcatori | 21’ (rig.) Neri |

| Arbitro: | Branzoni (Pavia) |

|                             |           |              |
| Pirlo 12’ Binz 42’ Neri 57’ | Marcatori | 23’ Ginestra |

### Coppa Italia
| Arbitro: | Ercolino (Cassino) |

|           |           |            |
| Adani 68’ | Marcatori | 56’ Barone |

## Statistiche

### Statistiche di squadra
| Competizione | Punti | In casa | In casa | In casa | In casa | In casa | In casa | In trasferta | In trasferta | In trasferta | In trasferta | In trasferta | In trasferta | Totale | Totale | Totale | Totale | Totale | Totale | DR  |
| Competizione | Punti | G       | V       | N       | P       | Gf      | Gs      | G            | V            | N            | P            | Gf           | Gs           | G      | V      | N      | P      | Gf     | Gs     | DR  |
| ------------ | ----- | ------- | ------- | ------- | ------- | ------- | ------- | ------------ | ------------ | ------------ | ------------ | ------------ | ------------ | ------ | ------ | ------ | ------ | ------ | ------ | --- |
| Serie B      | 66    | 19      | 11      | 7       | 1       | 27      | 9       | 19           | 7            | 5            | 7            | 22           | 25           | 38     | 18     | 12     | 8      | 49     | 34     | +15 |
| Coppa Italia |       | 1       | 0       | 0       | 1       | 0       | 2       | 0            | 0            | 0            | 0            | 0            | 0            | 1      | 0      | 0      | 1      | 0      | 2      | -2  |
| Totale       |       | 20      | 11      | 7       | 2       | 27      | 11      | 19           | 7            | 5            | 7            | 22           | 25           | 39     | 18     | 12     | 9      | 49     | 36     | +13 |

### Statistiche dei giocatori
| Giocatore      | Serie B  | Serie B | Serie B     | Serie B    | Coppa Italia | Coppa Italia | Coppa Italia | Coppa Italia | Totale   | Totale | Totale      | Totale     |
| Giocatore      | Presenze | Reti    | Ammonizioni | Espulsioni | Presenze     | Reti         | Ammonizioni  | Espulsioni   | Presenze | Reti   | Ammonizioni | Espulsioni |
| -------------- | -------- | ------- | ----------- | ---------- | ------------ | ------------ | ------------ | ------------ | -------- | ------ | ----------- | ---------- |
| D. Adani       | 37       | 1       | ?           | ?          | ?            | ?            | ?            | ?            | 37+      | 1+     | ?           | ?          |
| M. Barollo     | 14       | 0       | ?           | ?          | ?            | ?            | ?            | ?            | 14+      | 0+     | ?           | ?          |
| A. Bernardi    | 3        | 0       | ?           | ?          | ?            | ?            | ?            | ?            | 3+       | 0+     | ?           | ?          |
| G. Bizzarri    | 30       | 10      | ?           | ?          | ?            | ?            | ?            | ?            | 30+      | 10+    | ?           | ?          |
| M. Binz        | 36       | 3       | ?           | ?          | ?            | ?            | ?            | ?            | 36+      | 3+     | ?           | ?          |
| E. Bonazzoli   | 1        | 0       | ?           | ?          | ?            | ?            | ?            | ?            | 1+       | 0+     | ?           | ?          |
| S. Bono        | 2        | 0       | ?           | ?          | ?            | ?            | ?            | ?            | 2+       | 0+     | ?           | ?          |
| M. Campolonghi | 25       | 4       | ?           | ?          | ?            | ?            | ?            | ?            | 25+      | 4+     | ?           | ?          |
| M. Corrado     | 29       | 2       | ?           | ?          | ?            | ?            | ?            | ?            | 29+      | 2+     | ?           | ?          |
| G. Costi       | 4        | 0       | ?           | ?          | ?            | ?            | ?            | ?            | 4+       | 0+     | ?           | ?          |
| A. Criniti     | 11       | 2       | ?           | ?          | ?            | ?            | ?            | ?            | 11+      | 2+     | ?           | ?          |
| L. De Paola    | 32       | 0       | ?           | ?          | ?            | ?            | ?            | ?            | 32+      | 0+     | ?           | ?          |
| A. Diana       | 2        | 0       | ?           | ?          | ?            | ?            | ?            | ?            | 2+       | 0+     | ?           | ?          |
| C. Doni        | 30       | 7       | ?           | ?          | ?            | ?            | ?            | ?            | 30+      | 7+     | ?           | ?          |
| D. Dossi       | 8        | 0       | ?           | ?          | ?            | ?            | ?            | ?            | 8+       | 0+     | ?           | ?          |
| A. Filippini   | 32       | 0       | ?           | ?          | ?            | ?            | ?            | ?            | 32+      | 0+     | ?           | ?          |
| E. Filippini   | 28       | 1       | ?           | ?          | ?            | ?            | ?            | ?            | 28+      | 1+     | ?           | ?          |
| M. Kovacic     | 16       | 2       | ?           | ?          | ?            | ?            | ?            | ?            | 16+      | 2+     | ?           | ?          |
| L. Luzardi     | 7        | 0       | ?           | ?          | ?            | ?            | ?            | ?            | 7+       | 0+     | ?           | ?          |
| M. Neri        | 33       | 12      | ?           | ?          | ?            | ?            | ?            | ?            | 33+      | 12+    | ?           | ?          |
| N. Pavarini    | 7        | -9      | ?           | ?          | ?            | ?            | ?            | ?            | 7+       | -9+    | ?           | ?          |
| R. Pergolizzi  | 34       | 1       | ?           | ?          | ?            | ?            | ?            | ?            | 34+      | 1+     | ?           | ?          |
| A. Pirlo       | 17       | 2       | ?           | ?          | ?            | ?            | ?            | ?            | 17+      | 2+     | ?           | ?          |
| A. Romano      | 29       | 0       | ?           | ?          | ?            | ?            | ?            | ?            | 29+      | 0+     | ?           | ?          |
| A. Savino      | 28       | 0       | ?           | ?          | ?            | ?            | ?            | ?            | 28+      | 0+     | ?           | ?          |
| G. Zunico      | 33       | -25     | ?           | ?          | ?            | ?            | ?            | ?            | 33+      | -25+   | ?           | ?          |